# Calomicrus doramasensis
Calomicrus doramasensis es un coleóptero de la familia Chrysomelidae.
Fue descrita científicamente por primera vez en 1996 por Vela & Garcia Becerra.